# العلاقات التشيلية الهايتية
العلاقات التشيلية الهايتية هي العلاقات الثنائية التي تجمع بين تشيلي وهايتي.

## مقارنة بين البلدين
هذه مقارنة عامة ومرجعية للدولتين:
| وجه المقارنة                                              | تشيلي                         | هايتي                                |
| --------------------------------------------------------- | ----------------------------- | ------------------------------------ |
| المساحة (كم2)                                             | 756.10 ألف                    | 27.75 ألف                            |
| عدد السكان (نسمة)                                         | 17.37 مليون                   | 10.98 مليون                          |
| الكثافة السكانية (ن./كم²)                                 | 22.97                         | 395.68                               |
| العاصمة                                                   | سانتياغو                      | بورت أو برانس                        |
| اللغة الرسمية                                             | اللغة الإسبانية               | لغة فرنسية، اللغة الكريولية الهايتية |
| العملة                                                    | بيزو تشيلي، وحدة حساب تشيلية ‏ | جوردة هايتية                         |
| الناتج المحلي الإجمالي (بليون دولار)                      | 277.08 مليار                  | 8.41 مليار                           |
| الناتج المحلي الإجمالي (تعادل القوة الشرائية) بليون دولار | 419.39 مليار                  | 18.82 مليار                          |
| الناتج المحلي الإجمالي الاسمي للفرد دولار أمريكي          | 13.42 ألف                     | 818                                  |
| الناتج المحلي الإجمالي للفرد دولار أمريكي                 | 22.07 ألف                     | 1.73 ألف                             |
| مؤشر التنمية البشرية                                      | 0.832                         | 0.483                                |
| رمز المكالمات الدولي                                      | +56                           | +509                                 |
| رمز الإنترنت                                              | .cl                           | .ht                                  |
| المنطقة الزمنية                                           | 00، 00، 00، 00                | 00                                   |

## منظمات دولية مشتركة
يشترك البلدان في عضوية مجموعة من المنظمات الدولية، منها:
| علم المنظمة | اسم المنظمة                                                          | تاريخ انضمام تشيلي | تاريخ انضمام هايتي |
| ----------- | -------------------------------------------------------------------- | ------------------ | ------------------ |
|             | منظمة الشرطة الجنائية الدولية                                        | ?                  | ?                  |
|             | منظمة التجارة العالمية                                               | ?                  | ?                  |
|             | البنك الدولي للإنشاء والتعمير                                        | 31 ديسمبر 1945     | 8 سبتمبر 1953      |
|             | منظمة حظر الأسلحة الكيميائية                                         | ?                  | ?                  |
|             | مؤسسة التنمية الدولية                                                | 30 ديسمبر 1960     | 13 يونيو 1961      |
|             | الأمم المتحدة                                                        | 24 أكتوبر 1945     | 24 أكتوبر 1945     |
|             | يونسكو                                                               | 7 يوليو 1953       | 18 نوفمبر 1946     |
|             | الاتحاد البريدي العالمي                                              | ?                  | ?                  |
|             | وكالة حظر الأسلحة النووية في أمريكا اللاتينية ومنطقة البحر الكاريبي ‏ | ?                  | ?                  |
|             | المركز الدولي لتسوية المنازعات الاستشارية                            | 24 أكتوبر 1991     | 26 نوفمبر 2009     |
|             | مؤسسة التمويل الدولية                                                | 15 أبريل 1957      | 20 يوليو 1956      |
|             | الاتحاد الدولي للاتصالات                                             | 1908               | 10 أكتوبر 1927     |
|             | وكالة ضمان الاستثمار متعدد الأطراف                                   | 12 أبريل 1988      | 11 ديسمبر 1996     |

## وصلات خارجية
- موقع وزارة الخارجية التشيلية
- موقع وزارة الخارجية الهايتية